# 中国共产党黄冈市委员会
30°27′18″N 114°52′00″E / 30.45505°N 114.86665°E
中国共产党黄冈市委员会，简称中共黄冈市委，是中国共产党在中华人民共和国湖北省黄冈市的领导机关。前称中国共产党湖北省黄冈地方委员会、中国共产党黄冈地区委员会。

## 历史沿革
1949年3月至5月，解放军陆续攻入黄冈地区各县。5月上旬，根据中共中央中原局指示，恢复黄冈专区建制，将鄂豫区第四、第五地委合并成立中共湖北省黄冈地方委员会，辖黄冈、麻城、罗田、英山、浠水、蕲春、广济、黄梅县委。原鄂豫区第四地委书记李友九担任黄冈地委书记，原鄂豫区第五专署专员赵辛初任黄冈地委副书记兼专署专员。
1950年12月，武穴镇从广济县划出，成立县级镇，归黄冈专区直辖。1950年4月底李友九调离，由赵辛初接任地委书记。1951年7月，从黄冈县划出8个区建立新洲县。1952年6月，大冶专区撤销，其所辖阳新、大冶、鄂城划入黄冈专区。同时，将孝感专区所辖之黄安县划归黄冈专区。8月，增设兵堡县（次月改称胜利县）。1953年3月，改武穴县级镇为区级镇，归广济县领导。1955年7月，撤销胜利县。1959年1月，大冶县划归黄石市。1965年9月，鄂城、阳新两县划入咸宁专区。
文化大革命结束后，1983年10月，中共湖北省委和湖北省人民政府批准，将鄂城市、鄂城县划出，直属中共湖北省委；新洲县划归武汉市。1984年1月1日，更名为中国共产党湖北省黄冈地区委员会，同年建立地、县、区、乡四级党委。1987年撤区并乡，形成地、县、乡三级党委。1995年12月23日，设立地级黄冈市，更名为中国共产党黄冈市委员会。

## 机构设置
2019年3月，根据《黄冈市机构改革方案》，其职能及办事机构包括如下：
- 中国共产党黄冈市委员会办公室

### 职能部门
- 中国共产党黄冈市纪律检查委员会机关
- 中国共产党黄冈市委员会组织部
- 中国共产党黄冈市委员会宣传部
- 中国共产党黄冈市委员会统一战线工作部
- 中国共产党黄冈市委员会政法委员会

### 办事机构
- 中国共产党黄冈市委员会全面深化改革委员会办公室
- 中国共产党黄冈市委员会全面依法治市委员会办公室
- 中国共产党黄冈市委员会国家安全委员会办公室
- 中国共产党黄冈市委员会网络安全和信息化委员会办公室
- 中国共产党黄冈市委员会财经委员会办公室
- 中国共产党黄冈市委员会外事工作委员会办公室
- 中国共产党黄冈市委员会机构编制委员会办公室
- 中国共产党黄冈市委员会军民融合发展委员会办公室
- 中国共产党黄冈市委员会审计委员会办公室
- 中国共产党黄冈市委员会农村工作领导小组办公室
- 中国共产党黄冈市委员会巡察工作办公室
- 中国共产党黄冈市委员会信访局

## 历任领导

### 1949年至1995年
| 任次 | 姓名   | 籍貫 | 生卒年份 | 入党年份 | 上任日期      | 卸任日期   | 备注                                  |
| ---- | ------ | ---- | -------- | -------- | ------------- | ---------- | ------------------------------------- |
| 1    | 李友九 |      |          |          | 1949年5月     | 1950年4月  | 中共湖北省黄冈地方委员会书记          |
| 2    | 赵辛初 |      |          |          | 1950年4月     | 1952年10月 | 中共湖北省黄冈地方委员会书记          |
| 3    | 姜一   |      |          |          | 1952年11月    | 1964年9月  | 书记处书记（1952年10月-11月期间代理） |
| 4    | 石川   |      |          |          | 1964年11月    | 1970年4月  |                                       |
| 5    | 董涛   |      |          |          | 1970年4月     | 1970年12月 | 中共黄冈地区革委会核心领导小组组长    |
| 6    | 董复汉 |      |          |          | 1970年12月    | 1971年2月  | 中共黄冈地区革委会核心领导小组组长    |
|      | 董复汉 |      |          |          | 1971年2月     | 1978年3月  | 中共黄冈地区委员会书记                |
| 7    | 丁凤英 |      |          |          | 1978年3月     | 1983年10月 | 中共黄冈地区委员会第一书记            |
| 8    | 杨祖炎 |      |          |          | 1983年10月    |            | 中共黄冈地区委员会书记                |
| 9    | 刘荣礼 |      |          |          |               | 1993年6月  | 中共黄冈地区委员会书记                |
|      | 黄远志 |      |          |          | 1993年6月     | 1994年1月  | 中共黄冈地区委员会书记                |
|      | 田震亚 |      |          |          | 1994年1月     | 1996年3月  | 中共黄冈地区委员会书记                |
|      | 贾天增 |      |          |          | 1996年3月20日 |            | 中共黄冈地区委员会书记                |

### 1995年至今
1995年12月23日，设立地级黄冈市。历任市委书记如下：
| 任次 | 姓名   | 籍貫 | 生卒年份 | 入党年份 | 上任日期  | 卸任日期  | 备注 |
| ---- | ------ | ---- | -------- | -------- | --------- | --------- | ---- |
| 1    | 贾天增 |      |          |          | 1996年4月 | 1998年3月 |      |
| 2    | 刘友凡 |      |          |          | 1998年3月 | 2002年8月 |      |
| 3    | 段远明 |      |          |          | 2002年9月 | 2006年7月 |      |
| 4    | 刘善桥 |      |          |          | 2006年7月 | 2013年2月 |      |
| 5    | 刘雪荣 |      |          |          | 2013年3月 | 2021年4月 |      |
| 6    | 张家胜 |      |          |          | 2021年4月 |           |      |